# Dithecodes rufipuncta
Dithecodes rufipuncta är en fjärilsart som beskrevs av W. Warren 1906. Dithecodes rufipuncta ingår i släktet Dithecodes och familjen mätare. Inga underarter finns listade i Catalogue of Life.